# Johannes Baptist Przyklenk
Johannes Baptist Przyklenk MSF (* 30. Dezember 1916 in Pogosch; † 3. Mai 1984 in Indaiatuba) war katholischer Bischof von Januária.

## Leben
Johannes Przyklenk wuchs in Gelsenkirchen-Rotthausen auf. Er trat der Ordensgemeinschaft der Missionare von der Heiligen Familie bei. 1938 wurde er von seinem Orden in die Mission nach Brasilien entsandt. Er studierte Theologie am Collegium Maximum der Jesuiten in São Leopoldo. Am 8. Dezember 1940 empfing er in Brasilien die Priesterweihe. Er war Lektor an einer Ordenshochschule und Kaplan in Santo Ângelo und in Passo Fundo. An der Lateranuniversität in Rom erlangte er das Lizentiat des Kirchenrechts. Ab 1947 war er Generalsekretär seines Ordens im Generalat in Rom.
Papst Johannes XXIII. ernannte ihn am 1. Juni 1962 zum Bischof von Januária. Der Bischof von Essen, Franz Hengsbach, spendete ihm am 29. Juli desselben Jahres in Kevelaer die Bischofsweihe; Mitkonsekratoren waren Heinrich Maria Janssen, Bischof von Hildesheim, und Heinrich Tenhumberg, Weihbischof in Münster.
Bischof Johannes Przyklenk nahm an allen Sitzungsperioden des Zweiten Vatikanischen Konzils teil. Er setzte sich dafür ein, dass das Konzil allen Gläubigen (nicht nur den Priestern) das beständige Lesen der Heiligen Schrift nahelegte. Seine Anregung wurde von drei Konzilstheologen, Alois Grillmeier, Otto Semmelroth und Joseph Ratzinger, aufgenommen und fand Eingang in die Dogmatische Konstitution über die göttliche Offenbarung.
Papst Paul VI. ernannte Johannes Przyklenk am 1. März 1976 zum Apostolischen Vikar von Tromsø. Am 19. Februar 1977 wurde er erneut zum Bischof von Januária ernannt. Am 20. Juli 1983 verzichtete er auf sein Amt.
Bischof Przyklenk starb während der Vollversammlung der brasilianischen Bischofskonferenz (Conferência Nacional dos Bispos do Brasil, CNBB) im Kloster Itaici in Indaiatuba. Tausende gaben ihm das Geleit, als der Verstorbene nach Januária überführt und dort in der Kathedrale Nossa Senhora das Dores beigesetzt wurde.